# 9964 Hideyonoguchi
A 9964 Hideonoguchi (ideiglenes jelöléssel 1992 CF1) a Naprendszer kisbolygóövében található aszteroida. T. Seki fedezte fel 1992. február 13-án.